# Tiến hóa hữu thần
Tiến hóa hữu thần là khái niệm tương tự khẳng định rằng lời dạy cổ điển tôn giáo về Thiên Chúa là tương thích với sự hiểu biết khoa học hiện đại về sự tiến hóa sinh học. Trong ngắn hạn, người theo thuyết tiến hóa hữu thần tin rằng có một Thiên Chúa, mà Chúa là tác giả của vũ trụ vật chất và (do hậu quả) tất cả trong cuộc sống, và rằng sự tiến hóa sinh học, chỉ đơn giản là một quá trình tự nhiên trong sáng tạo đó. Tiến hóa, theo quan điểm này, chỉ đơn giản là một công cụ mà Thiên Chúa làm việc để phát triển cuộc sống con người.
Tiến hóa hữu thần không phải là một lý thuyết trong ý thức khoa học, nhưng một lần xem cụ thể về cách thức khoa học về sự tiến hóa liên quan đến tín ngưỡng tôn giáo và giải thích. Ủng hộ hữu thần tiến hóa có thể được coi là một trong những nhóm người đã từ chối các cuộc xung đột luận án liên quan đến mối quan hệ giữa các tôn giáo và khoa học - có nghĩa là, họ giữ lời dạy rằng tôn giáo và các lý thuyết về sáng tạo khoa học của sự tiến hóa không cần phải mâu thuẫn. Trong mô tả đầu của những người ủng hộ quan điểm này, đôi khi nó được miêu tả là Christian Darwinism.
Rất ít nhà khoa học hay những người có đức tin quen biết với tiến hóa hữu thần. Đó là lập trường của các nhà sinh vật học nghiêm túc, đồng thời là những người có đức tin chín chắn. Trong đó bao gồm Asa Gray, người ủng hộ chính cho học thuyết của Darwin ở Mỹ và Theodosius Dobzhansky là kiến trúc sư với tư tưởng tiến hóa thế kỷ XX. Đây chính là quan điểm được rất nhiều người theo đạo Hindu, Hồi giáo, Do Thái giáo,Tin lành Mainline, và Công giáo ủng hộ, trong đó có cả giáo hoàng Gioan Phaolo II.
Thuyết tiến hóa hữu thần có các định đề dưới đây:
1- Vũ trụ hình thành từ hư vô cách đây xấp xỉ 14 tỷ năm.
2- Những đặc tính của vũ trụ cho thấy, dường như đã được điều chỉnh chính xác cho phù hợp với cuộc sống.
3- Trong khi các nhà khoa học chưa biết đích xác nguồn gốc của sự sống trên Trái Đất thì ngay khi sự sống hình thành, quá trình tiến hóa và chọn lọc tự nhiên đã tạo điều kiện cho sự phát triển sinh học đa dạng và sự phức tạp của nó qua nhiều giai đoạn thời gian rất dài.Quan điểm này hoàn toàn phù hợp với những gì khoa học đã dạy cho chúng ta về thế giới tự nhiên. Nó cũng hoàn toàn thích hợp với những tôn giáo đơn thần (thờ một Chúa) trên thế giới. Niềm tin vào Thiên Chúa sẽ luôn đòi hỏi một đức tin vô điều kiện. Như sự kết hợp này đã đem lại cho nhiều nhà khoa học và những người có đức tin một cách tiếp cận thỏa mãn, thống nhất và phong phú, cho phép những quan điểm khoa học và tâm linh cùng tồn tại hài hòa trong chúng ta. Quan điểm này khiến các nhà khoa học và những người có đức tin vào Thiên Chúa thỏa mãn về mặt trí tuệ và giác ngộ về mặt tâm linh, cả hai tôn sùng Thiên Chúa và sử dụng các công cụ của khoa học để giải thích sự sáng tạo của Thiên Chúa.
4- Khi tiến hóa diễn ra, không đòi hỏi phải có sự can thiệp nào của siêu nhiên. (Vì Thiên Chúa đã đặt từ khởi đầu vũ trụ các quy luật nhất định cho mọi vật tuân theo.)
5- Con người là một phần của quá trình tiến triển này, có cùng tổ tiên với các loài.
6- Nhưng đặc biệt ở con người có riêng bản chất tâm linh. Đó là sự tồn tại của luân lý đạo đức và việc tìm kiếm Thiên Chúa. Đây là cơ sở cho việc xác định rõ đặc điểm của toàn bộ nền văn hóa loài người trong suốt thời kỳ lịch sử.